# Titán (ordenador)
Titan es un ordenador de la empresa estadounidense Cray ubicada en el Laboratorio Nacional Oak Ridge del Gobierno de Estados Unidos, ostenta el título de ser el más rápido del mundo, superando a otro dispositivo de IBM que se encuentra en otro centro de investigación estadounidense. 
Este "superordenador" supera las 9 hectáreas de superficie y está entre los ordenadores más grandes de la historia hasta el momento. 
El ranking publicado por investigadores de Estados Unidos y Alemania sostiene que 'Titan', un sistema Cray XK7 instalado en Oak Ridge en Tennessee, alcanzó 17.59 petaflops, que equivalen a cuatro mil billones de cálculos por segundo. 'Titan', que recibe financiación del Departamento de Energía estadounidense, es utilizado para hacer investigaciones sobre energía, cambio climático y motores eficientes, entre otros temas.
Esta supercomputadora desplazó a un segundo lugar a la 'Sequoia' de IBM, ubicada en el Laboratorio Nacional Lawrence Liver, en California que solo alcanzaba 16.32 petaflops.
'Top five'.
Completando el 'top five' se encuentran el ordenador 'K' de Fujitsu, en el Instituto Avanzado RIKEN sobre Ciencias de la Computación en la ciudad de Kobe, Japón; 'Mira', un sistema BlueGene/Q de IBM en el Laboratorio Nacional Argonne de Chicago y otro sistema BlueGene/Q de IBM llamado 'Juqueen', en el centro de investigación Forschungszentrum Juelich, en Alemania.
Los investigadores han señalado que 251 de los sistemas más rápidos del mundo se encuentran en Estados Unidos, 105 en Europa y 123 en Asia, con 72 de ellos en China. La compañía Intel proveyó los procesadores para el 76% de los sistemas, AMD para el 12% e IMB para el 10,6%.
El 'top 500' de ordenadores ha sido realizado por la Universidad de Manheim, en Alemania, el Laboratorio Nacional Lawrence Berkeley y la Universidad de Tennessee.
- Datos: Q6147600